# رسول أباد (نائين)
رسول‌ أباد هي قرية في مقاطعة نائين، إيران. عدد سكان هذه القرية هو 32 في سنة 2006.